# Vụ xả súng tại El Paso 2019
Vụ xả súng hàng loạt diễn ra tại một siêu thị Walmart ở thành phố El Paso, bang Texas, Hoa Kỳ, vào sáng ngày 3 tháng 8 năm 2019, ít nhất 22 người thiệt mạng và 24 người bị thương.  Tay súng thực hiện vụ việc là Patrick Crusius, một thanh niên người da trắng. Theo Cục Điều tra Liên bang (FBI), vụ nổ súng có thể do căm thù và xác nhận vụ án là khủng bố nội địa. Đây là vụ xả súng hàng loạt thứ ba trong lịch sử Texas và là vụ xả súng kinh hoàng nhất năm 2019 tại Hoa Kỳ kể từ vụ tại nhà thờ Sutherland Springs hồi tháng 11 năm 2017.
Cảnh sát tin rằng nghi phạm đã đăng tải trực tuyến một bản tuyên bố về chủ nghĩa dân tộc da trắng và chống người nhập cư trên mạng xã hội của y trước khi nổ súng. Bài đăng cho biết vụ xả súng tại nhà thờ Hồi giáo Christchurch là khơi nguồn cho vụ tấn cộng này và nó còn đề cập đến thuyết âm mưu diệt chủng người da trắng.

## Diễn biến
Vụ xả súng diễn ra tại một siêu thị Walmart, gần trung tâm thương mại Cielo Vista ở phía đông thành phố El Paso. Nghi phạm bước vào cửa hàng với vũ khí là WASR-10,, một phiên bản bán tự động của súng trường AK-47, và nổ súng vào lúc 10:40 giờ sáng. Tổng cộng có 3.000 khách hàng và 300 nhân viên trong cửa hàng tại thời điểm đó.
Một nhân chứng cho biết nghi phạm đã nổ súng vào một số khách hàng trong bãi đỗ xe trước khi y vào siêu thị. Nhiều nhân chứng nói với phóng viên ban đầu họ tin rằng vụ xả súng chỉ là thi công nhà cửa hoặc bắn pháo hoa, cho đến khi họ được cảnh báo bởi một khách hàng hoặc nhân viên.
Tay súng bị bắt giam, cảnh sát trưởng El Paso báo cáo rằng không có sĩ quan nào nổ súng vào y tại hiện trường. Sau khi gây án, nghi phạm lái xe đến một ngã tư gần đó, anh ta bước ra khỏi xe và tự nhận mình là người xả súng, đầu hàng một sĩ quan chạy chiếc xe máy đuổi theo.

## Nạn nhân
Vụ nổ súng đã giết chết 22 người và khiến 24 người khác bị thương. Trong đó bao gồm 13 người Mỹ, 8 công dân Mexico và 1 người Đức. Trong số nạn nhân bị thương có bảy người Mexico, tất cả nạn nhân có quốc tịch Mexico đều đến từ Ciudad Juárez, khu tự quản Chihuahua và Torreón. Dù con số ban đầu là 20, một người tử vong ngay sau vụ tấn công và một người khác tử vong vào hai ngày sau.
Mười ba nạn nhân đã được đưa đến Bệnh viện Đại học Y dược El Paso, và mười một người khác đến Trung tâm Y tế Del Sol. Hai đứa trẻ ở độ tuổi 2 và 9 được đưa đến Bệnh viện Nhi đồng El Palso, tình trạng của chúng được xác nhận đã ổn định. Ngoài ra, các nạn nhân trong Trung tâm Y tế Del Sol đều nằm ở độ tuổi từ 35 - 82.
Tên của 22 nạn nhân thiệt mạng được cảnh sát thành phố El Paso công bố vào ngày 5 tháng 8.

## Nghi phạm
Nghi phạm được xác nhận là Patrick Wood Crusius, người da trắng 21 tuổi, đến từ Allen, Texas. Y tốt nghiệp trường THPT Plano và sau đó vào học trường cao đẳng cộng đồng Collin College từ 2017 đến mùa xuân năm 2019.
Crusius bị bắt giữ ngay sau khi vụ tấn công vừa xảy ra và bị kết tội giết người. Theo một cuộc điều tra của Cục Điều tra Liên bang (FBI), vụ nổ súng có thể do căm thù và xác nhận vụ án là khủng bố nội địa. Cảnh sát cho biết nghi phạm đã mua súng một cách hợp pháp, nhưng không cung cấp chi tiết về cách thức mua hàng. Hai nhân viên thực thi pháp luật nói với ABC News sau khi Crusius bị bắt, y tiết lộ với các nhà điều tra rằng y muốn gây thương vong cho người Mexico nhiều nhất có thể.

### Bản tuyên bố
— Đoạn mở đầu bản tuyên bố của nghi phạm, với tựa đề The Inconvenient Truth
Cảnh sát tin rằng Crusius đã đăng một bản tuyên bố về chủ nghĩa dân tộc da trắng dài 4 trang với tựa đề The Inconvenient Truth lên trang 8chan, 27 phút trước khi trước khi vụ nổ súng diễn ra. Bản tuyên bố được cho là có liên quan đến nghi phạm, cho biết nghi phạm ủng hộ vụ xả súng tại nhà thờ Hồi giáo Christchurch và được truyền cảm hứng từ đó mà gây án, nghi phạm cũng lo lắng về một "cuộc xâm lược của người Tây Ban Nha". Người điều hành 8chan đã nhanh chóng xóa bài đăng của Crusius, nhưng một số người dùng vẫn tiếp tục truyền bá liên kết đến bản tuyên bố.
Bản tuyên bố mang tính cực đoan, vì một đoạn viết rằng: "Người gốc Tây Ban Nha sẽ kiểm soát chính quyền địa phương và tiểu bang Texas thân yêu của tôi, thay đổi chính sách để phù hợp với nhu cầu của họ." Y cho rằng người gốc Tây Ban Nha và sự lai căng của họ với người da trắng sẽ gây mất sự tinh khiết của chủng tộc, và y còn chỉ trích luật kiểm soát súng nghiêm ngặt ở châu Âu, vì điều này khiến những người như y không thể "đẩy lùi" người nhập cư.
Ngoài ra, bài tuyên bố chỉ trích Đảng Cộng hòa và Đảng Dân chủ, cho rằng "ít nhất với đảng Cộng hòa, quá trình nhập cư hàng loạt và quyền công dân có thể sẽ được giảm đáng kể." Bài viết cảnh báo "dân số Tây Ban Nha nặng nề ở Texas sẽ biến chúng ta thành một thành trì của đảng Dân chủ."  Nó nói thêm với lượng người gốc Tây Ban Nha ngày càng tăng sẽ dẫn đến sự thống trị của Đảng Dân chủ tại Hoa Kỳ, một lý thuyết thường được truyền bá trên các chương trình phát thanh của phe cánh hữu. Nó cho biết vụ nổ súng nhằm đưa "động lực" cho người nhập cư gốc Tây Ban Nha trở về quê nhà thật sự của họ, mong muốn giải thể khối cử tri Tây Ban Nha tại Hoa Kỳ.
Một số chính trị gia và cảnh sát đã đề cập đến bản tuyên bố với các phương tiện truyền thông và trong các cuộc họp báo. Cảnh sát chưa xác nhận được tính xác thực của nó, bài tuyên bố này được đăng lên trang 8chan trước cả khi có những báo cáo về vụ án; tên của nghi phạm lộ ra trong bài đăng. Chủ sở hữu 8chan tuyên bố tay súng không đăng bản tuyên bố lên 8chan, mà đăng từ trang mạng khác. Crusius xác nhận anh đăng tải nó lên trên Instagram, người dùng nào đó đã đăng bản tuyên bố lên 8chan, không phải anh.

## Kết quả
Sau vụ nổ súng, Bộ Giao thông Vận tải Texas đã cung cấp thông tin về tình trạng hiến máu. Cảnh sát cũng tập hợp mọi người tại trường tiểu học MacArthur.
Một số địa điểm kinh doanh tang lễ ở El Paso và Ciudad Juárez tuyên bố họ sẽ cung cấp dịch vụ tang lễ miễn phí cho gia đình của các nạn nhân. Nhiều người đã tập trung tại một công viên ở Ciudad Juárez để cầu nguyện. Họ thắp nến và bật đèn pin điện thoại di động chiếu về hướng El Paso như một dấu ấn của sự đoàn kết.
Trong các cửa hàng của Walmart bán súng, dù vậy công ty tuyên bố họ sẽ không thay đổi chính sách và hình thức mua súng.

## Phản ứng

### Trong nước

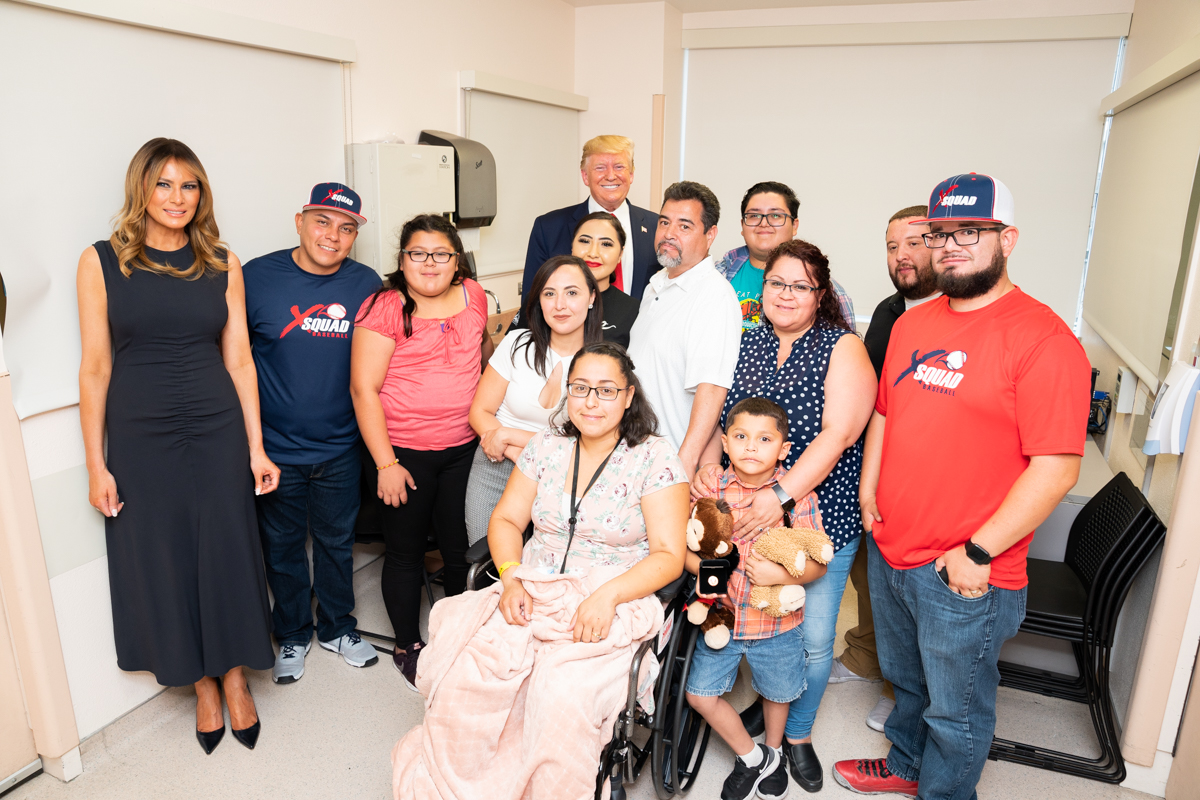

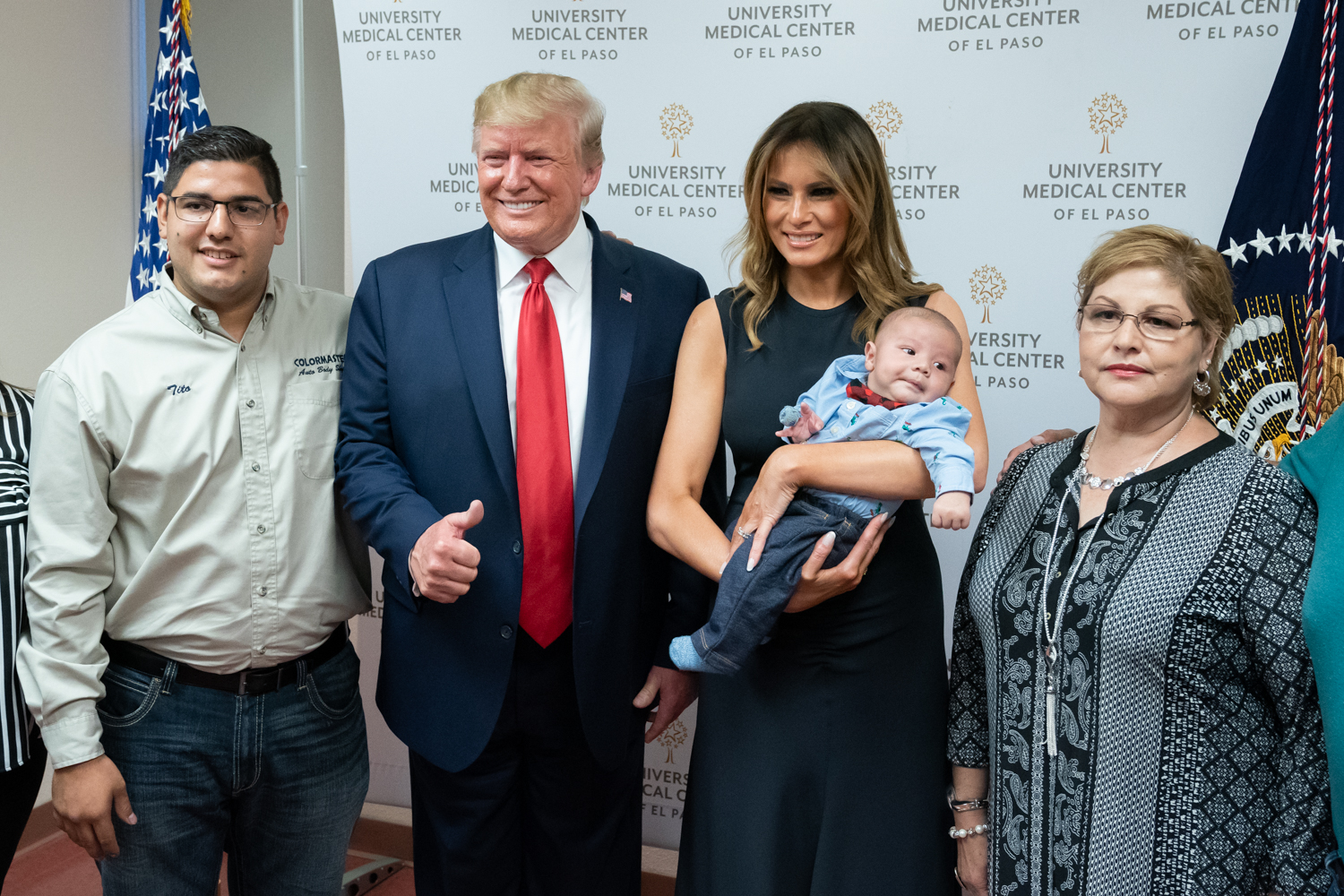
Trump cùng Đệ nhất Phu nhân Melania Trump thăm các nạn nhân

Tổng thống Mỹ Donald Trump nhận xét hành động này là "hèn nhát". Ông được thông báo về vụ việc và hứa rằng chính quyền sẽ hỗ trợ toàn diện. Trump tuyên bố sau hai vụ xả súng ở El Paso và ở Dayton, Ohio, tất cả quốc kỳ Mỹ cả trong và ngoài nước sẽ được treo lên và cờ rủ đến khi mặt trời lặn vào ngày 8 tháng 8. Vào ngày 5 tháng 8, trong một bài phát biểu từ Nhà Trắng, Trump tuyên bố: "Trong một câu nói, quốc gia của chúng ta phải lên án chủ nghĩa phân biệt chủng tộc, sự cố chấp và niềm tin da trắng thượng đẳng. Những hệ tư tưởng xấu xa này cần phải bị đánh bại." Vào ngày 7 tháng 8, ông đi thăm các nạn nhân từ hai vụ xả súng.
Trong vòng hai ngày sau vụ tấn công, từ khóa #WhiteSupremacistInChief đã đạt được xu hướng số một trên Twitter khi các nhà phê bình giải thích, Crusius, một người ủng hộ cho Trump, đã sử dụng nhiều từ ngữ trong bài tuyên bố giống hệt với lời lẽ Trump từng nói trong quá khứ, những từ ngữ liên quan đến việc nhập cư. Giới truyền thông cũng nhấn mạnh một sự cố vào tháng 5 năm 2019, khi một khán giả tại bài phát biểu của Tổng thống gợi ý cách để ngăn những người di cư trái phép là "bắn chúng", Trump đùa rằng điều đó sẽ chỉ được cho phép ở Florida Panhandle. Cựu Tổng thống Barack Obama lên tiếng tuyên bố: "Chúng ta nên bác bỏ những ngôn từ phát ra từ miệng bất kỳ nhà lãnh đạo nào nếu chúng nuôi dưỡng bầu không khí sợ hãi và thù hận, hoặc bình thường hóa phân biệt chủng tộc", nhằm chỉ thích những phát ngôn của Trump.
Đại diện cho El Paso tại Quốc hội của Texas, Veronica Escobar, đã tổ chức một cuộc họp trong tòa thị chính thành phố ngay sau vụ xả súng. Bà mời gọi các chính trị gia "hãy đến với nhau, một lần và mãi mãi giải quyết đại dịch súng đạn đang bạo hành tại đất nước chúng ta." Thượng nghị sĩ Texas Ted Cruz viết "linh hồn tôi cùng mọi người tại El Paso mắc kẹt với cái ác không thể diễn tả." Thống đốc bang Texas Greg Abbott gọi vụ tấn công là "một hành động bạo lực và vô nghĩa. Beto O'Rourke, người đại diện cho El Paso trong Quốc hội 2013-2019, chia sẻ ông "rất buồn" và nói "El Paso là nơi mạnh mẽ nhất trên thế giới. Cộng đồng sẽ ở lại với nhau. Quyết tâm đảm bảo điều này không tiếp tục xảy ra trên đất nước."
Nhiều ứng cử viên bầu cử cho tổng thống Hoa Kỳ năm 2020 đã kêu gọi các nhà chính trị hành động để loại bỏ bạo lực súng đạn. Vụ việc khiến nhiều người nổi tiếng và phía truyền thông tranh luận về quyền sử dụng súng tại Hoa Kỳ, một số người lên án thái độ không nhận thức được của các nhà chính trị trong việc ngăn chặn số lượng lớn vụ xả súng hàng loạt trong nước.
Thống đốc bang Texas Dan Patrick chỉ trích các trò chơi điện tử mang tính bạo lực, trong bài tuyên bố của tay súng có đề cập đến trò chơi nổi tiếng Call of Duty. Một nhà lãnh đạo tên Kevin McCarthy đã nhận xét tương tự về trò chơi điện tử, nói rằng nó "nhân cách hóa các cá nhân để họ có một trò bắn súng vào những người khác". Tuy nhiên, các nghiên cứu cho thấy sự ảnh hưởng từ trò chơi bạo lực lên tội phạm để gây án đã giảm đáng kể.
Walmart tuyên bố công ty rất "sốc" sau "vụ tấn công bi kịch" tại trung tâm thương mại Cielo Vista.
Bản tuyên bố chứa mục đích của nghi phạm, được một số người dùng tải lên lại sau khi bị xóa, một số người khác nhận xét những bài tuyên bố này là giả. Sau vụ nổ súng, Cloudflare đã chấm dứt dịch vụ bảo mật trang web của công ty cho 8chan, cho rằng "8chan nhiều lần chứng tỏ mình là một kẻ thù hận" vì thất bại trong việc kiểm duyệt "những nội dung mang tính thù hận".

### Mexico
Tổng thống Mexico Andrés Manuel López Obrador gửi lời chia buồn đến gia đình các nạn nhân, cả người Mỹ và người Mexico. Ông chỉ trích việc sử dụng vũ khí bừa bãi tại Hoa Kỳ.
Vào ngày 4 tháng 8, Bộ trưởng Bộ Ngoại giao Mexico Marcelo Ebrard tuyên bố đưa ra các cáo buộc cho nghi phạm đã khủng bố người dân Mexico, nếu Bộ Tư Pháp Mexico ủng hộ, họ có thể dẫn độ nghi phạm từ Mỹ đến Mexico để đối mặt với các cáo buộc đó. Nếu nghi phạm bị buộc tội khủng bố, đây sẽ là lần đầu tiên trong lịch sử Mexico đưa ra cáo buộc hình sự về tội danh này ở Hoa Kỳ. Ebrard cho biết chính phủ Mexico sẽ giữ liên lạc với gia đình nạn nhân trong suốt quá trình điều tra và xét xử, họ cũng sẽ buộc tội cá nhân hoặc công ty nào đã mua bán vũ khí với nghi phạm. Cựu Tổng thống Mexico Felipe Calderón gửi lời chia buồn trên Twitter, đồng thời gửi thông điệp đổ lỗi Trump. Ông nói rằng bất kể cuộc tấn công có được xác nhận thuộc loại hình do thù ghét hay không, Trump nên dừng "những phát ngôn thù hận" và "lời kỳ thị" của ông ấy.

### Quốc tế
Tổng Thư ký António Guterres của Liên Hợp Quốc lên án vụ tấn công và kêu gọi mọi người hợp tác để chống lại bạo lực sinh ra từ sự căm ghét, phân biệt chủng tộc và bài ngoại. Ông gửi lời chia buồn đến gia đình và người thân của nạn nhân cả thiệt lẫn thương, bày tỏ tình đoàn kết với chính phủ cả hai nước Mỹ, Mexico. Stéphane Dujarric, phát ngôn viên của Guterres, nói Guterres đã nhắc lại lời kêu gọi quen thuộc nhiều lần. Dujarric khẳng định: "Chúng ta phải đối mặt với lời nói căm thù và bất kỳ hành động xấu xa nào, lên án nó, từ chối nó, chống lại sự thật và thuyết phục thủ phạm thay đổi thái độ của hắn."
Vụ việc được Đức Giáo hoàng Phanxicô đề cập trong một bài phát biểu của ông tại Quảng trường Thánh Phêrô vào ngày 4 tháng 8, ông lên án các vụ tấn công những người vô tội và xót thương nạn nhân cùng với gia đình của họ, đã chịu ảnh hưởng nặng nề bởi các vụ tấn công " 'đổ máu' vào Texas, California và Ohio". Một tuần trước kể từ vụ án này, đã có một cuộc xả súng tại lễ hội ẩm thực Gilroy thuộc bang California và chưa đầy 24 giờ sau kể từ vụ án này, một vụ xả súng tại Dayton, Ohio đã diễn ra.
Chủ tịch nước Việt Nam Nguyễn Phú Trọng và Thủ tướng chính phủ Nguyễn Xuân Phúc gửi lời chia buồn các nạn nhân đến Tổng thống Donald Trump về vụ xả súng này.
Uruguay, Venezuela và Nhật Bản đã cảnh báo người dân của ba nước tránh du lịch đến một số thành phố của Hoa Kỳ, bao gồm Baltimore, Detroit, Albuquerque, Cleveland, Memphis, Oakland. Với lý do các hành vi bạo lực có thể diễn ra, cả nạn phân biệt chủng tộc và phân biệt đối xử. Họ cảnh báo các công dân tránh nơi đông người, đặc biệt là trung tâm mua sắm, lễ hội, các loại sự kiện văn hóa và thể thao.